# تشارلز جيمس باركلي (مصرفي)
تشارلز جيمس باركلي (بالإنجليزية: Charles James Barclay)‏ هو مصرفي أسترالي، ولد في 1841، وتوفي في 1904.